# طفيليات الشكل
طفيليات الشكل (الاسم العلمي: Parasitiformes) هي طبقة من المفصليات تتبع صنف القراديات من طائفة العنكبوتيات.

## رتب
- متوسطات الفوهات
- القعشوميات